# Клара МакАдоу
Клара Колтрин Томлінсон Макадов (англ. Clara Coltrin Tomlinson McAdow, 1838 – 19 січня 1896) американська суфражистка та власниця шахти в Монтані.

## Біографія
МакАдов народилася як Клара Колтрин в Огайо, старша з восьми дітей Джозефа та Енні Колтрин. Вона виросла в Джексоні, штат Мічиган.
МакАдов переїхала до Коулсона, штат Монтана, зі своїм першим чоловіком доктором С. Е. Томлінсоном. Вона влаштувалася на роботу в Північно-Тихоокеанську залізницю та виконувала додаткові роботи, включаючи переведення чеків в готівку, оскільки в Біллінгсі, штат Монтана, ще не було банку.
Коли Томлінсон помер, вона забрала їхні заощадження та вклала їх у нерухомість у Біллінгсі. Вона познайомилася з Перрі В. МакАдоу через свої підприємства з нерухомістю та придбала в нього шахту «Плямистий кінь», яку він отримав як плату за борг. Клара взяла на себе відповідальність за всі аспекти шахти, керуючи всіма її операціями та часто живучи на місці. Шахта, яку вона придбала за 11 000 доларів, була продана в 1890 році за 500 000 доларів. Робота на шахті зробила МакАдоу експертом з металургії; вона була єдиною жінкою, запрошеною на Конгрес гірничої справи на Всесвітній Колумбійській виставці 1892 року. Її шахта стала золотою основою виставки Justice for the Treasure State, відлитої у вигляді  Ади Рехан. Вона була членом ради керуючих виставкою.
У 1891 році МакАдоу  в Дейтроні побудував особняк Perry McAdow House. Клара померла в Детройті 19 січня 1896 року від «проблеми зі шлунком». Вона залишила маєток вартістю близько двох мільйонів доларів.
2 жовтня 1987 року Перрі одружився з Меріан А. Тірелл-Вайлз у Мілвокі, Вісконсин. Подружжя переїхало до Пунта-Горди, Флорида, де вони проживали до смерті Перрі.
МакАдоу дуже цікавився рухом за жіноче виборче право, приймаючи Керрі Чепмен Кетт і Сьюзен Б. Ентоні у своєму домі, щоб пропагандувати надання жінкам права голосу. Заснувала відділення жіночого літературного товариства «Клуб ХХ століття». Вона була членом Товариства психічних досліджень, однак вона також була скептиком, будучи однією з людей, які викрили Генрі Слейда як шахрая.